# Карстові воронки Йиемпа
Ка́рстові воро́нки Йи́емпа (ест. Jõempa kurisud) — природоохоронна територія (природний заповідник) в Естонії, у волості Ляене-Сааре повіту Сааремаа. У заповіднику діє старий режим охорони, затверджений ще в радянські часи.
Загальна площа — 9,5 га.
Карстовий заповідник Йиемпа (Jõempa kurisute kaitseala) утворений 18 грудня 1973 року.

## Розташування
На північний захід від заповідника розташовується село Йиемпа (Ляене-Сааре, Сааремаа). На території заповідника виходить на поверхню річка Кярла (Kärla jõgi), яка далі тече на південний захід і впадає в озеро Муллуту (Mullutu laht).

## Опис
Заповідник заснований із метою збереження карстових пам'яток природи.
Карстові воронки мають розміри до 5 метрів завширшки та глибиною від 0,5 до 1 метра.
Територія заповідника входить до складу природної області Каармізе (Kaarmise loodusala), що включена до Європейської екологічної мережі Natura 2000.